# De Erfgenaam (televisieprogramma)
De Erfgenaam is een Nederlands televisieprogramma rondom onbeheerde nalatenschappen dat uitgezonden wordt door RTL 4. De presentatie van het programma is in handen van Ruben Nicolai.

## Format
In De Erfgenaam gaat presentator Ruben Nicolai op zoek naar de rechtmatige maar onbekende erfgenamen van opengevallen nalatenschappen die onder beheer zijn gekomen van de overheid omdat niemand de erfenis heeft opgeëist. Deze nalatenschappen verjaren na 20 jaar en kunnen dan niet meer aan de rechtmatige erfgenamen worden uitbetaald. Nicolai wordt in het speurwerk ondersteund door de erfgenamenonderzoeker Klaas Zondervan. Nicolai onderzoekt voor de serie ook, wat de familieverhalen zijn achter deze nalatenschappen.

## Achtergrond
Het programma maakte 1 september 2020 zijn debuut op televisiezender RTL 4 en liep tot 6 oktober 2020. Wegens goede kijkcijfers werd besloten een tweede seizoen te maken, deze verscheen in februari 2022. Het derde seizoen is gestart op 30 augustus 2023. In april 2024 begonnen de opnamen van het vierde seizoen, dat vanaf 17 september 2024 zal worden uitgezonden.

## Seizoensoverzicht
| Seizoen | Uitzendtijden              | Aantal afleveringen | Start seizoen     | Start seizoen | Einde seizoen     | Einde seizoen | Gemiddelde kijkcijfers |
| Seizoen | Uitzendtijden              | Aantal afleveringen | Datum             | Kijkcijfers   | Datum             | Kijkcijfers   | Gemiddelde kijkcijfers |
| ------- | -------------------------- | ------------------- | ----------------- | ------------- | ----------------- | ------------- | ---------------------- |
| 1       | Dinsdag 20:30 – 21:30 uur  | 6                   | 1 september 2020  | 998.000       | 6 oktober 2020    | 1.059.000     | 1.029.333              |
| 2       | Woensdag 20:30 – 22:00 uur | 6                   | 23 februari 2022  | 867.000       | 30 maart 2022     | 1.108.000     | 960.167                |
| 3       | Woensdag 20:30 – 22:00 uur | 5                   | 30 augustus 2023  | 1.011.000     | 27 september 2023 | 1.103.000     | 1.013.800              |
| 4       | Dinsdag 20:30 – 22:00 uur  | 5                   | 17 september 2024 | 972.000       | 15 oktober 2024   | 902.000       | 899.800                |